# William Alfonso Reyes Cadena
William Alfonso Reyes Cadena es un político (profesión periodista) colombiano elegido Alcalde de la ciudad de Arauca , capital del departamento de Arauca, Colombia, para el periodo 2008 - 2012, avalado por el Movimiento Alas Equipo Colombia.

## Controversia
En el año 2002 siendo diputado de Arauca fue secuestrado por la guerrilla del ELN, En el mes de octubre de 2003 cuatro años antes de su elección como alcalde fue capturado acusado de concierto para delinquir en una de las capturas masivas hechas en el marco de la Política de Seguridad Democrática durante el primer mandato de Álvaro Uribe Vélez (Presidente de Colombia 2002-2006 reelegido 2006-2010).
Su captura se efectuó cuando un fiscal de la Unidad Nacional Antiterrorismo profirió 20 medidas de aseguramiento, sin beneficio de excarcelación. Por esos hechos fueron capturadas 31 personas. Entre los aprehendidos figuran 11 funcionarios públicos, a los cuales ya les definieron su situación jurídica y fueron puestos en libertad años después.